# 아랴강
아랴강(러시아어; Аря)은 스비야가강의 지류이다. 이 강은 추바시 공화국(우르마르스키군)과 타타르 공화국을 통과해서 흐른다. 길이는 56,4 km이다. 